# آخرین خال‌کوبی
آخرین خال‌کوبی یا آخرین تتو (به انگلیسی: The Last Tattoo) فیلمی محصول سال ۱۹۹۴ و به کارگردانی جان رید است. در این فیلم بازیگرانی همچون کری فاکس، تونی گلدوین، رابرت لوجا، جان بچ، راد استایگر، دانیل کورمک، پیتر هامبلتون، ویلیام کیرچر، مارتین ساندرسن، جد بروفی و رابین مالکوم ایفای نقش کرده‌اند.